# Doug Hutchison
Douglas Anthony Hutchison, detto Doug (Dover, 26 maggio 1960), è un attore statunitense, noto principalmente per il ruolo del secondino Percy Wetmore nel film Il miglio verde e per le sue partecipazioni televisive a X-Files e Lost.

## Biografia
Nato a Dover (Delaware), figlio di Ashley e Richard Hutchison, trascorre la sua infanzia a Detroit e successivamente a Minneapolis. Anni più tardi si trasferisce a New York, dove per un breve periodo frequenta la Juilliard School. Studia alla Sanford Meisner per due anni e come molti aspiranti attori sbarca il lunario attraverso diversi lavori.
Debutta al cinema nel 1988 con il film Pazzie di gioventù, e nel 1992 lavora nel film Il tagliaerbe, tratto da un racconto di Stephen King. Tra il 1993 e il 1994 partecipa a due episodi della serie televisiva X-Files, Omicidi del terzo tipo e Creatura diabolica, nel ruolo di Eugene Victor Tooms; questo ruolo avrebbe potuto essere ripreso perché Hutchinson aveva scritto una sceneggiatura al riguardo.
Continua con alcuni episodi di Cinque in famiglia, Un detective in corsia, La signora in giallo e Millennium. Nel 1996 fa parte del cast del legal thriller Il momento di uccidere, poi prende parte ai blockbuster Con Air e Batman & Robin. La popolarità arriva nel 1999, col film di Frank Darabont Il miglio verde, dove interpreta il malvagio secondino Percy Wetmore, ruolo e viene candidato ad un Satellite Awards 1999 come miglior attore non protagonista.
Negli anni seguenti si divide tra cinema e televisione, recitando in Mi chiamo Sam, Salton Sea - Incubi e menzogne e No Good Deed - Inganni svelati. Dopo aver recitato nella soap opera Sentieri, nel ruolo di Sebastian Hulce, prende parte a vari episodi della serie Kidnapped e ha un ruolo secondario in Lost, dove veste i panni di Horace Goodspeed, uno dei membri del Progetto DHARMA.
Hutchison ha avuto una breve esperienza musicale come frontman e chitarrista di un gruppo chiamato Yuh-uh-uh-uhs, che si esibiva nei club di Hollywood e che pubblicò un solo album, YUH!. Nel 2008 ottiene un ruolo di spicco in Punisher - Zona di guerra.
Nel 2009 ha partecipato come guest star alla serie TV 24 nei panni di Davros, pericolosissimo terrorista europeo.

## Vita privata
È stato fidanzato con Kathleen Davison prima di sposarsi nel 2003 con Amanda Sellers, da cui ha divorziato due anni dopo.
Nel 2011, a 51 anni, ha fatto scalpore il suo matrimonio con la cantante Courtney Stodden, all'epoca sedicenne, da cui poi divorzierà ufficialmente il 3 marzo 2020.
Dopo la sua interpretazione nel film Il miglio verde ricevette numerose minacce di morte da alcuni che l'avevano preso troppo sul serio, il che lo costrinse a dotarsi di due guardie di sicurezza.

## Filmografia parziale

### Cinema
- Pazzie di gioventù (Fresh Horses), regia di David Anspaugh (1988)
- Il tagliaerbe (The Lawnmower Man), regia di Brett Leonard (1992)
- Il momento di uccidere (A Time to Kill), regia di Joel Schumacher (1996)
- Con Air, regia di Simon West (1997)
- Il miglio verde (The Green Mile), regia di Frank Darabont (1999)
- Shaft, regia di John Singleton (2000)
- Bait - L'esca (Bait), regia di Antoine Fuqua (2000)
- Mi chiamo Sam (I Am Sam), regia di Jessie Nelson (2001)
- Salton Sea - Incubi e menzogne (The Salton Sea), regia di D. J. Caruso (2002)
- No Good Deed - Inganni svelati (No Good Deed / The House on Turk Street), regia di Bob Rafelson (2002)
- Punisher - Zona di guerra (Punisher: War Zone), regia di Lexi Alexander (2008)

### Televisione
- Cinque in famiglia (Party of Five) – serie TV, 4 episodi (1994)
- X-Files (The X-Files) – serie TV, episodi 1x03-1x21 (1994)
- La signora in giallo (Murder, She Wrote) – serie TV, episodio 12x09 (1995)
- Millennium – serie TV, un episodio (1997)
- CSI - Scena del crimine (CSI: Crime Scene Investigation) – serie TV, episodio 2x19 (2002)
- Law & Order - Unità vittime speciali (Law & Order: Special Victims Unit) – serie TV, episodio 6x04 (2004)
- CSI: Miami – serie TV, episodio 2x14 (2004)
- Sentieri – serie TV (2004-2005)
- Lost – serie TV, 7 episodi (2007-2009)
- 24 – serie TV, 4 episodi (2010)
- Lie to Me – serie TV, episodio 3x12 (2011)

## Doppiatori italiani
Nelle versioni in italiano delle opere in cui ha recitato, Doug Hutchinson è stato doppiato da:
- Fabrizio Manfredi ne Il miglio verde, CSI: Miami, Punisher - Zona di guerra
- Enrico Di Troia in X-Files
- Christian Iansante in La signora in giallo
- Mauro Magliozzi ne Il momento di uccidere
- Loris Loddi in Millennium
- Mino Caprio in CSI - Scena del crimine
- Roberto Gammino in No Good Deed - Inganni svelati
- Oliviero Corbetta in Sentieri
- Edoardo Nordio in Lost
- Alberto Angrisano in 24